# Storena formosa
Storena formosa là một loài nhện trong họ Zodariidae.
Loài này thuộc chi Storena. Storena formosa được Tord Tamerlan Teodor Thorell miêu tả năm 1870.